# The Spy
The Spy är en engelskspråkig fransk TV-serie skriven och regisserad av Gideon Raff. Serien hade premiär 2019 och är baserad på verkliga händelser om den israeliska spionen Eli Cohen som spelas av Sacha Baron Cohen.

## Handling
Serien följer Mossadagenten Eli Cohen i Syrien. Handlingen utspelar sig under åren som leder upp till sexdagarskriget och konflikten mellan Israel och Syrien 1967.

## Roller
- Sacha Baron Cohen som Eli Cohen[1]
- Hadar Ratzon-Rotem som Nadia Cohen, Elis fru
- Noah Emmerich som Dan Peleg